# Неа Стенимахос
Неа Стенимахос (на гръцки: Νέα Στενήμαχος) е предградие на гръцкия град Драма, област Източна Македония и Тракия.

## География
Неа Стенимахос е най-южният квартал на града, разположен на левия бряг на Драматица (Агия Варвара).

## История
Селището е основано през 20-те години на ХХ век от гърци бежанци от българския град Станимака, на гръцки Стенимахос и затова получава името Неа Стенимахос, в превод Нов Стенимахос. През 1928 година в Неа Стенимахос има 99 гръцки семейства с 385 души - бежанци.